# Holkham Hall

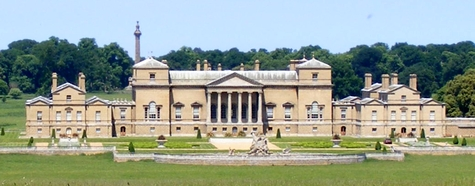
Vista de conjunto de Holkham Hall

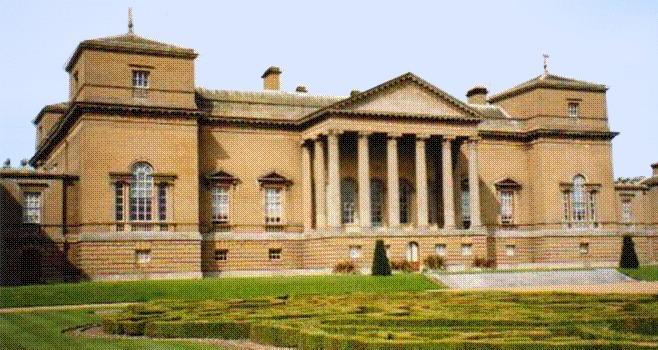
Fachada sur de Holkham Hall, con pórtico y frontón.

Holkham Hall es una casa de campo de tipo country house, construida en el siglo XVIII, situada junto a la aldea de Holkham, en la parte norte del condado de Norfolk, en Inglaterra. Propiedad aún hoy de la saga que la construyó, los condes de Leicester, subsiste con su decoración y colecciones sustancialmente intactas, y alberga un asombroso fondo artístico con pinturas de Rubens, Van Dyck, Claudio de Lorena, Thomas Gainsborough y muchos otros genios. Posee también el mejor conjunto privado de escultura romana antigua, con unas sesenta piezas. Pero posiblemente el tesoro que le da especial notoriedad es una valiosa copia de La batalla de Cascina, mural que Miguel Ángel no terminó.

## Historia
La casa fue construida para Thomas Coke, primer conde de Leicester, en 1734, por el arquitecto británico William Kent, aunque se aprecia bastante también la intervención de Richard Boyle, que además de arquitecto era el mecenas de Kent. La finca de Holkham, anteriormente conocido como Neals, había sido adquirido en 1609 por Sir Edward Coke, fundador de la fortuna familiar y sigue siendo hoy el hogar ancestral de la familia Coke, condes de Leicester de Holkham.
Holkham Hall es uno de los mejores ejemplos de la arquitectura georgiana, durante el siglo XVIII, en la que se pone de manifiesto el nuevo Palladianismo neoclásico. La gravedad de su diseño se acerca más a los ideales de Palladio que muchas otras numerosas villas construidas en la época.

## Planta y decoración

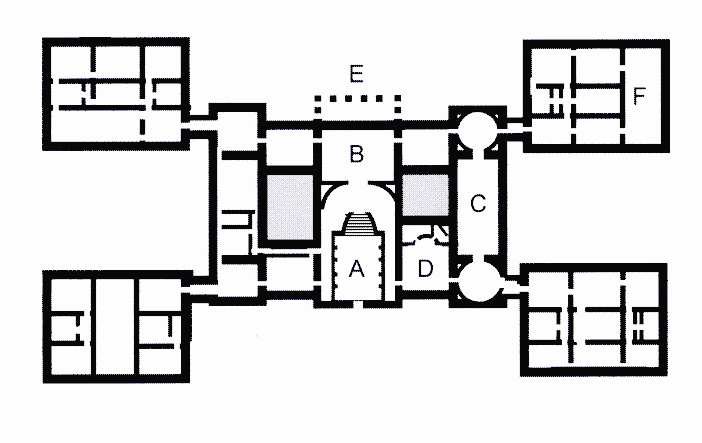
Dibujo que presenta la planta simétrica del edificio, con una sede central y cuatro alas.

La planta consta de un edificio central, conectado por sus ángulos a otros cuatro edificios menores, uno de los cuales alberga la vivienda actualmente empleada por la familia. El conjunto muestra un racionalismo de carácter dogmático, por la completa uniformidad que presenta el edificio, y que en algunos casos lleva al uso de falsas puertas para lograr esta absoluta simetría. En la parte central se ubican las habitaciones privadas, y está flanqueada en sus cuatro ángulos por alas casi independientes, dedicadas a cocina, capilla, habitaciones de invitados y biblioteca.
El interior de la villa es opulento, pero decorado y amueblado de forma simple. La ornamentación se usa con moderación empleando el mismo estilo en las habitaciones privadas y las públicas. La entrada principal se realiza a través de la "Marble Hall" o vestíbulo principal, que conduce al primer piso y a las habitaciones públicas. El vestíbulo está flanqueado por columnas estriadas elaboradas en alabastro y su bóveda de casetones, que alcanza quince metros de altura, está inspirada en la del Panteón de Agripa en Roma. 
La más impresionante de las estancias públicas es el llamado Saloon, cuyas paredes se encuentran revestidas de terciopelo rojo importado de Génova. Exhibe dos importantes pinturas de Rubens y Van Dyck.

## Miguel Ángel y Rafael
La mansión alberga valiosas obras de arte, a pesar de que algunas se han vendido a lo largo del último siglo, como una Venus con tañedor de laúd de Tiziano vendida a la firma de marchantes Duveen y que en 1931 ingresó en el Metropolitan Museum de Nueva York. De la época del Renacimiento destaca un ejemplo relativo a Miguel Ángel: una copia en grisalla, la mejor y más fiel, de La batalla de Cascina, gran fresco que Miguel Ángel no llegó a terminar. El maestro elaboró un gran cartón para calcar la imagen al mural, pero no llegó a pintarlo. Dicho cartón o modelo se perdió después, pero se conoce gracias a la copia conservada en Holkham Hall, que fue pintada sobre tabla por Bastiano da Sangallo.  
La mansión contó con otros importantes dibujos y manuscritos, como el Codex Leicester de Leonardo da Vinci, que se vendió al igual que un cartón o boceto de Rafael para su famoso cuadro La bella Jardinera del Louvre; este dibujo lo adquirió la National Gallery de Washington en 1986. También abandonó la colección una importante Adoración de los pastores dibujada por José de Ribera.
A pesar de varias ventas en el pasado, Holkham Hall conserva sustancialmente intacta la pinacoteca reunida en el siglo XVIII. Entre sus principales tesoros se cuentan El retorno de la Sagrada Familia de Rubens y un gran retrato por Van Dyck: El duque de Arenburg a caballo. Posee también siete paisajes de Claudio de Lorena, varios de Gaspard Dughet, un curioso cuadro de Loros y otras aves pintado por Frans Snyders y ejemplos de otros pintores como Carlo Maratta, Domenichino, Guido Reni, Luca Giordano, Peter Lely, Thomas Gainsborough... 
También se custodia aquí una valiosa colección de sesenta estatuas romanas, formada por obras fechables entre los siglos III y I antes de Cristo. Considerada la mejor que subsiste en una colección privada británica, se exhibe en una galería que se proyectó específicamente para ella. Las estatuas se ubican en nichos en las paredes, hechos a medida para el adecuado lucimiento de cada pieza.